# Langwedel (Weser)
 For alternative betydninger, se Langwedel. (Se også artikler, som begynder med Langwedel)
Langwedel er en kommune i den østlige, centrale del af Landkreis Verden, sydøst for Bremen, i den tyske delstat Niedersachsen.

## Geografi
Langwedel ligger i den nordlige del af Mittelweserregion i den sydøstlige del af Metropolregion Bremen/Oldenburg. Floden Weser danner en del af kommunens sydlige grænse. Mod nord ligger Achim-Verdener Geest, der er en del af Stader Geest.

### Inddeling
Kommunen Langwedel består af følgende landsbyer med deres omgivelser (Ortschaften):
- Daverden (13,005 km²)
- Etelsen (med Cluvenhagen og Hagen-Grinden samt Giersberg og Steinberg) (23,874 km²)
- Haberloh (5,404 km²)
- Holtebüttel (med Dahlbrügge, Nindorf, Schülingen, Overing og Förth) (8,492 km²)
- Langwedel (med Langwedelermoor) (7,619 km²)
- Völkersen (17,716 km²)